# K56flex
K56flex är en standard utvecklad av Lucent och Rockwell för överföring av information via en telefonförbindelse med hjälp av ett modem. Formatet konkurrerade med X2-standarden fram till 1999, då V.90-standarden antogs. K56flex var resultatet av en sammanslagning av Lucents k56-protokoll och Rockwells 56flex-protokoll, vilket ledde till något sämre standardisering än X2. Överföringshastigheten var 56 kilobit per sekund vid mottagning respektive 33 kilobit per sekund vid sändning.